# 宇土半島
宇土半島（うとはんとう）は熊本県中部にある半島。半島の北部は有明海、南部は八代海に面し両海を分断する。また三角の瀬戸（半島との海峡）を挟んで天草諸島への玄関口にもなっている。

## 地理
熊本県の県中央部から西に突き出た半島で、東西約20km、南北約9km、面積約125km²である。半島の中央には東西に宇土山系が連なっている。この中央山稜線の北側に大岳（標高477.6m）や雄岳（標高348.0m）がある。半島の北岸は傾斜が急であるのに対し、南岸は比較的緩やかな丘陵地帯である。
半島のほぼ先端に位置する三角（みすみ）港は1887年に開港した貿易港であり、港町として栄えた。今日では西港と東港に分かれており、東港は重要港湾に指定されている。八代海に面する陸地は斜面になっており、ミカン栽培が盛ん。
1588年（天正16年）に豊臣秀吉が肥後国衆一揆の責任を取らせて佐々成政を改易した後、宇土は小西行長の所領となり、宇土城の築城と城下町の整備が行われた。関ヶ原の戦いで小西行長は西軍の主力となったが敗北し、肥後国の北側を領していた加藤清正の軍勢が小西領に攻め込み宇土城は開城した。

## 交通
主要国道である国道57号の終点が宇土半島先端の三角浦となっている。また、JR鹿児島本線の支線である三角線がつながっており、交通アクセスは比較的良い。また、天草諸島への玄関口にもなっており、天草五橋を結ぶ天草パールラインへと接続する。

## 自然
半島一帯は三角大矢野海辺県立自然公園に属し、海水浴場が多い。また、半島南部の宇城市不知火町からは海水温の温度差によって生じる不知火現象が見られることで知られる。

## 関連市町
- 宇土市
- 宇城市